# قائمة المستحاثات في مصر

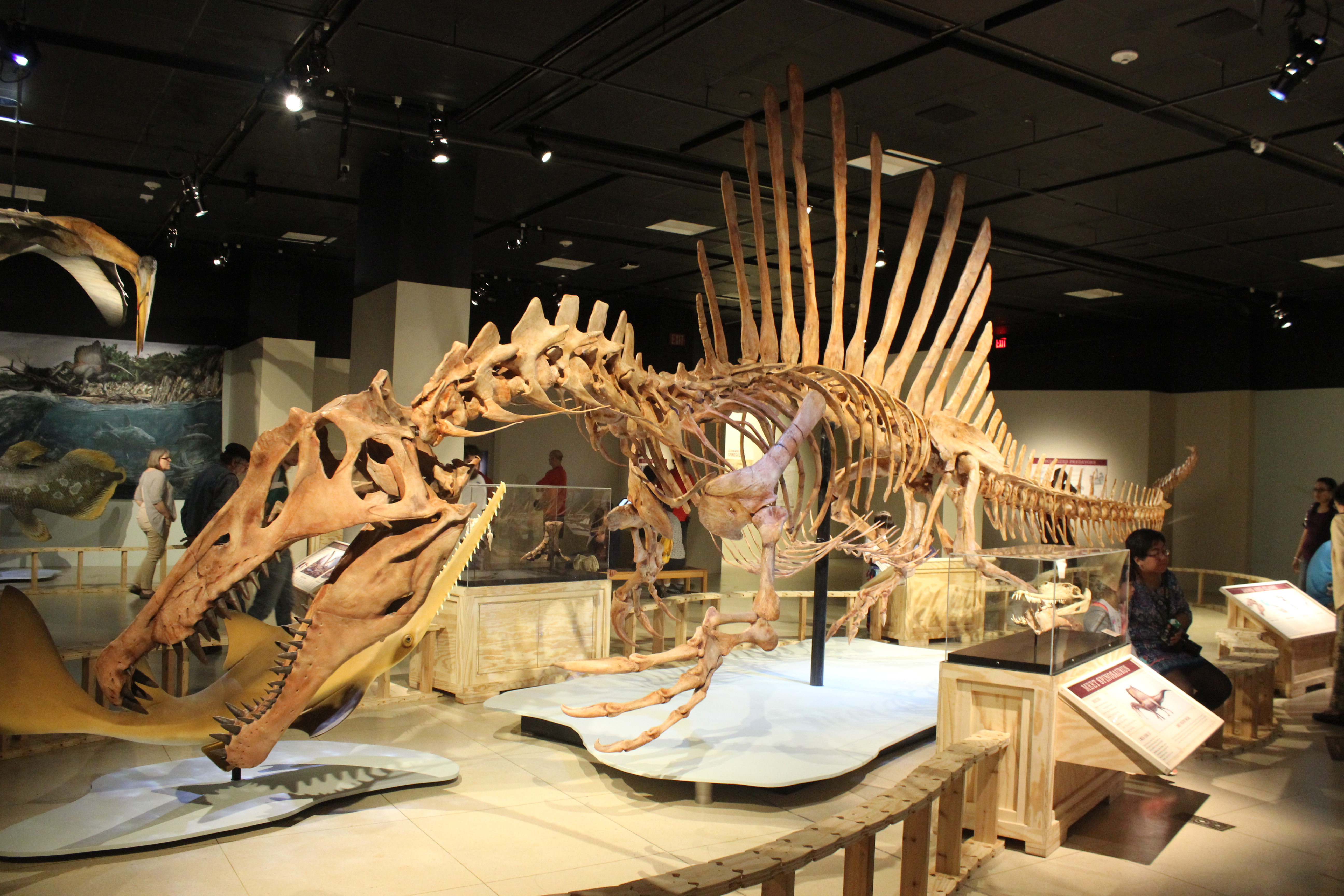
هيكل الديناصور المصري سبينوصور.

هذه قائمة الحفريات و الديناصورات في مصر قديمًا.

## علماء ساهموا باكتشافها
- يورغ أوغست شفاينفورت
- أرنست سترومر
- ريتشارد ماركغراف، أوائل القرن العشرين
- ايه بي أورليبار. الفيوم 1845
- هيو بيدنيل الفيوم عام 1898
- تشارلز ويليام أندروز, اكتشف ثروة من الحفريات الباليوماستودون، أقدم فيلة معروف
- إيبرهارد فراس، الفيوم 1905
- والتر جرانجر وهنري ف. أوزبورن، الفيوم 1907
- إلوين سيمونز، الفيوم 1961- 1986
- بوم وراسموسن، الثمانينات
- هشام سلام

## مستحاثات

### خشب متحجر
الخشب المتحجر هو اسم يطلق على نوع من البقايا الحفرية الخضريات الأرضية القديمة. وتنتج عن تحول النباتات الشجرية أو الشبه شجرية بالكامل إلى صخور عن طريق التمعدن. حيث يتم استبدال كل المواد العضوية الخشبية بمعادن مثل السليكات والكوارتز، مع المحافظة على التركيب الأصلي للنسيج الأصلي.
توجد هذه التكوينات في محمية الغابة المتحجرة في محافظ القاهرة بمصر.

### زواحف
الزواحف (بالإنجليزية: Reptiles) (تدعى أيضا (بالإنجليزية: herps)) حيوانات رباعية الأرجل وسلوية amniote، يكون جنينها محاطا بغشاء سلوي Amnion.و هي الحيوانات التي تزحف للتحرك والانتقال، حاليا لا يوجد من الزواحف سوى أربع رتب:
- التمساحيات Crocodilia: تضم 23 نوعا.
- خطيمة الرأس Rhynchocephalia: تضم نوعين فقط (تاوترا الموجودة في نيوزلندا)
- حرشفيات Squamata: الأوسع تضم 7,900 نوعا تقريبا أهمها الأفاعي.
- سلحفيات Testudines : تضم حوالي 300 نوع.

وبعكس البرمائيات فالزواحف لا يدخلون في مرحلة يرقة (larval stage) في الماء ومعظمهم من الحيوانات التي تبيض ولا تلد، علماً أن بعض الحرشفيات يلدون ولادة.معظم الزاحف لديهم بيوض جلدية بحيث تمنعهم من خسارة المياه وتأقلمهم مع الحياة البرية. وقد تم جمع الكثير من المعلومات عن الزواحف وتم تصنيفهم إلى آكلات لحوم وآكلات أعشاب من خلال دراسة البراز المتحجر.

### ثدييات
- أرسينويثيريوم
- بارثيريم
- هاينودون
- الفيليات[2]
  1. باليوماستودون
  2. موريثيريوم
  3. تريلوفودون
  4. فيوميا
- الرئيسيات
  1. القرد المصري[3]
  2. قرد البليوسين الأولي
- الحيتان
  1. باسيلوصور ايزيس[4]
  2. الدوريودون أثروكس[5]
  3. فيوميستس أنوبيس[6][7][8]
  4. Aegicetus gehennae[9]
  5. ساجاستس
  6. الحوت المصري
  7. حوت الريان
  8. مصراستس

### الأسماك
- سمكة قرموط
- سمكة القمر[10]

### ديناصورات
| الاسم العربي  | بالإنجليزية         | النوع                      | صورة | مكان وزمان العثور عليه بمصر      | ملاحظات | مصادر                |
| ------------- | ------------------- | -------------------------- | ---- | -------------------------------- | --- | -------------------- |
| منصوراسوروس   | Mansourasaurus      | Mansourasaurus shahinae    |      |                                  | | [ 11 ] [ 12 ] [ 13 ] |
| إيجيبتوصور    | Aegyptosaurus       | Aegyptosaurus baharijensis |      |                                  | الاسم يعني "السحلية المصرية" وهو ديناصور ضخم ينتمي إلى صوربوديات، عاش في أفريقيا في العصر الطباشيري من 95 مليون سنة. |                      |
| بحرية صور     | Bahariasaurus       |                            |      |                                  | هو ديناصور ضخم ينتمي الي الثيروبودوات، عاش في الواحات البحرية في العصر الطباشيري من 95 مليون سنة.ربما يكون مماثل لدلتادروميوس. |                      |
| كركرودونتوصور | Carcharodontosaurus |                            |      | أرنست سترومر، 1934، شمال الفيوم. | ديناصور عملاق من أكلة اللحوم عاش في العصر الطباشيري منذ حوالي 93 مليون سنة. |                      |
| دلتادروميوس   | Deltadromeus        | Deltadromeus agilis        |      | أرنست سترومر، 1934، شمال الفيوم. | هو ديناصور لاحم سريع وكأنه رابتور عملاق ينتمي الي الثيروبودوات عاش في شمال أفريقيا وخاصة الواحات البحرية في اواخر العصر الطباشيري. |                      |
| باراليتيتان   | Paralititan         | Paralititan stromeri       |      | أرنست سترومر، 1934، شمال الفيوم. | هو ديناصور المد والجزر (يسمى أيضا : عملاق الموج) ينتمي الي الصوربوديات ويعد ثاني أضخم ديناصور يتم اكتشافه في العالم كله إذ يصل وزنه أكثر من 80 طنا وطوله يتجاوز 30 مترا. يعرف باسم ديناصور الواحات البحرية.                           | [ 14 ]               |
| سبينوصور      | Spinosaurus         | Spinosaurus aegyptiacus    |      | أرنست شترومر، 1912، شمال الفيوم. | اسمه يعني "السحلية الشائكة" هو ديناصور ضخم من أكلة اللحوم ذو فك قوي وأسنان حادة ضخمة يقتات على الديناصورات والأسماك الكبيرة. يصل طوله إلى 18 متر ويزن 5 أطنان.عاش في "مياه" الصحراء الكبرى منذ حوالي 95 مليون سنة في العصر الطباشيري. | [ 15 ]               |

## مواقع المستحاثات
- حجر النوبة الرملي
- وادى الحيتان[16]
- تكوين قصر الصاغة